# Syddansk Universitet
Syddansk Universitet (fork. SDU; eng.: University of Southern Denmark) er med sine 21.096 fuldtidsstuderende (2022) Danmarks tredjestørste universitet og grundet sine rødder i Odense Universitet også landets tredjeældste (fjerde hvis man medregner DTU). Universitetet er medlem af EPICUR, the European University Alliance.
Universitet har et årligt budget på ca. 3,4 mia. kr. (2022) og har flere end 3.700 ansatte. Syddansk Universitets rektor er Jens Ringsmose.
Syddansk Universitet er et regionalt forankret universitet med campusser i Odense, Kolding (Syddansk Universitet Kolding), Esbjerg (Syddansk Universitet Esbjerg), Sønderborg (Syddansk Universitet Sønderborg), Slagelse (Syddansk Universitet Slagelse) og København. Universitetet er opdelt fem fakulteter: det humanistiske, det samfundsvidenskabelige, det naturvidenskabelige, det tekniske og det sundhedsvidenskabelige fakultet.
Universitet rummer desuden et af landets største forskningsbiblioteker, Syddansk Universitetsbibliotek, som frem til 1998 var en selvstændig institution.

## Universitetets historie
Universitet blev grundlagt i 1966 midt i en brydningstid, der prægede kunsten, normer, institutioner - og de højere læreanstalter som en reaktion på de store årgange. Det danske velfærdssamfund var i hastig vækst, og langt flere end tidligere ønskede en videregående uddannelse. Politisk mente man, at universiteterne nu i langt højere grad end tidligere skulle bidrage aktivt til velfærdsstatens udvikling ved at: ”Fremme den dygtiggørelse, tiden kræver.” 
I 1998 fusionerede Odense Universitet med Handelshøjskole Syd/Ingeniørhøjskole Syd og Sydjysk Universitetscenter, og skiftede navn til Syddansk Universitet. Senere samme år blev Odense Universitetsbibliotek, der tidligere havde været en selvstændig institution under Kulturministeriet, indlemmet i fusionen.
I 2006 fusionerede Syddansk Universitet med Ingeniørhøjskolen Odense Teknikum, hvorefter det naturvidenskabelige og tekniske fakultet blev opdelt. I forbindelse med universitetsreformen i 2007 fik Syddansk Universitet desuden Statens Institut for Folkesundhed under sig, og blev dermed også repræsenteret i hovedstaden. Samme år fusionerede Syddansk Universitet med Handelshøjskolecentret i Slagelse.
Syddansk Universitet Odense er det suverænt største campus både målt på antallet af ansatte, studerende og udbuddet af uddannelser.[kilde mangler] I 2023 åbner det den nye Sundhedsvidenskabelige fakultet i Odense, og i 2026 forventes det nye Odense Universitetshospital at åbne. Dermed bliver den samlede bygningsmasse som udgør SDU Odense og OUH en af landets største.
Universitet har et særligt fokus på tværfaglige forskningsindsatser som styrkes af den diverse samling af fakulteter på samme matrikel.

## Arkitektur
Syddansk Universitet i Odense er tegnet af arkitekterne Knud Holscher og Svend Axelsson og opført uden hoveddør, gipslofter eller snirklede udsmykninger, men med rå, upudset beton og patineret stålfacade. Byggestilen bliver kaldt det ultimative strukturalistiske projekt for tegnestuen Krohn og Hartvig Rasmussen (KHR AS arkitekter) Visionen var et ”urbaniseret korpus med fleksible ydergrænser”, der integrerede, hvad man kaldte universitetets ”funktionsområder”. Strukturalismen som arkitektur anerkender, at tiden er omskiftelig og foranderlig og kan kalde på eksempelvis ny viden og nye løsninger. Deraf formen, hvor funktioner kan flytte rundt og nye kan tilføjes som en levende, dynamisk arkitektur.

## Fakulteter
- Det Humanistiske Fakultet

Humaniora dækker over et bredt spektrum af uddannelser og forskningsfelter, som har det til fælles, at de tager udgangspunkt i mennesket og dets forhold til omverdenen. Forskerne beskæftiger sig med aspekter af menneskets åndsliv, kunst og kommunikation fra mange perspektiver og i mange historiske og geografiske rammer.
Fakultetet er organiseret i 4 institutter og 23 centre og ledes af dekan Simon Torp.
- Det Naturvidenskabelige Fakultet

På det naturvidenskabelige fakultet forskes blandt andet i det første liv på jorden, livsstilssygdomme, fremtidens lægemidler, grøn kemi, astrofysik, AI og data science.
Fakultetet er organiseret i 4 institutter og 15 centre og ledes af dekan Marianne Holmer.
- Det Samfundsvidenskabelige Fakultet

Hvordan skabes og forvaltes samfundets værdier? Skaber forandring mere samarbejde eller konflikt? Det Samfundsvidenskabelige Fakultetet byder på forskning og uddannelse indenfor disse spørgsmål og tidens globale samfundsudfordringer.
Fakultetet er organiseret i 6 institutter og 14 centre og ledes af dekan Peter Møllgaard,
- Det Sundhedsvidenskabelige Fakultet

Det Sundhedsvidenskabelige Fakultet forsker i folkesundhed og i udvalgte sygdomme, der belaster befolkningen, den enkelte borger og samfundet. Fakultetet udbyder et komplet spektrum af uddannelser inden for det sundhedsvidenskabelige område. Desuden formidler fakultetet forskningsresultater til befolkningen, professionelle i sundhedsvæsnet og beslutningstagere.
Fakultetet er organiseret i 8 institutter, 29 centre samt 80 forskningsenheder og ledes af dekan Ole Skøtt.
- Det Tekniske Fakultet

Fakultetets forskning er forankret i et samspil mellem grundforskning og anvendt forskning i et netværk, der dels består af andre faggrupper på Syddansk Universitet, andre forskningsinstitutioner og en solid tradition for samarbejde med industrien, både nationalt og internationalt.
Fakultetet er organiseret i 5 institutter samt 26 centre og sektioner og ledes af dekan Henrik Bindslev.

## Eksempler på særlige forskningsindsatser
På Syddansk Universitet bedrives forskning inden for alle fakulteter. Blandt disse forskningsindsatser kan nævnes:
The Interdisciplinary Centre on Population Dynamics (CPop) er tværfagligt center, som bedriver forskning i aldring og levetid i populationer herunder de samfundsmæssige og kulturelle implikationer.
Historical Economics and Development Groups (HEDG) er en del af økonomisk institut og fokuserer på økonomisk udvikling, vækst og økonomisk historie.
Danish Institute for Advanced Studies (DIAS) er Danmarks eneste ’institute for advanced studies’, hvor topforskere samles på tværs af fakulteterne.
Climate Cluster: Et nyt tværfagligt center for klimaforskning etableret i 2022 med klimaforsker Sebastian Mernild i spidsen.
Forskningsmiljøet på Institut for Idræt og Biomekanik tæller blandt andet forskning i fodbold, fysiologi og idrætspsykologi.
Mærsk Mc-Kinney Møller Instituttet huser et forskningsmiljø indenfor robotteknologi, AI og droner. Instituttet har skabt grobunden for en robotklynge i Syddanmark, som er en af Europas største.
H.C. Andersen Centret Centret arbejder med litteratur-, kultur- og formidlingsvidenskabelige tilgange til H.C. Andersens værk, liv og kulturelle betydning.
Dansk Center for Dybhavsforskning (HADAL): Grundforskningscenter i livet i dybhavet.
Center for Funktionelle Genomiske Studier af Vævsplasticitet (ATLAS): Grundforskningscenter i cellestudier med særligt fokus på fedmeforskning.
Center for War Studies: Et tværfagligt forskningscenter i historiske, kulturelle og politiske aspekter af krigsførelse.
Det Danske Tvillingregister: Et af verdens ældste tvillingregistre. Registret rummer oplysninger om tvillinger født i Danmark gennem mere end 140 år.
SDU Nano Optics Fra 2017 er Centeret vært for et VILLUM Investigator program i Quantum Plasminics.

## Internationale ranglister
Syddansk Universitet har igennem flere år markeret sig på to af de mest kendte ranglister, som bedømmer universiteternes bæredygtighed.
På UI Green Metric, den ældste ranking på rangering af bæredygtighed, har Syddansk Universitet ligget i top-15 tre år i træk. Rankingen vurderer universiteter på alt fra affaldshåndtering til uddannelse inden for 6 kategorier.
På Times Higher Educations Impact Ranking er Syddansk Universitets praksis samlet set blevet placeret på top-100, blandt de deltagende universiteter de sidste to år. Impact Ranking er den mest omfattende ranking på området, og måler bæredygtighed indenfor for alle FN’s verdensmål
På de akademiske ranglister placerer Syddansk Universitet sig mellem nr. 200-300, og flere specifikke forskningsområder ligger placeret i den internationale top-100.
Se de seneste placeringer på en række internationale ranglister i tabellen herunder.
| Syddansk Universitets placeringer på formålsbestemte og akademiske universitets rankings: |                 |                    |                    |               |        |         |     |      |
|                                                                                           | UI Green Metric | THE Impact Ranking | CWTS Leiden (MNCS) | ARWU Shanghai | QS WUR | THE WUR | NTU | CWUR |
| 2016                                                                                      | 39              | 101-200            | 328                | 301           | 361    | 310     | 267 | 378  |
| 2017                                                                                      | 12              | 201–300            | 317                | 401           | 390    | 272     | 273 | 363  |
| 2018                                                                                      | 11              | 23                 | 308                | 302           | 384    | 277     | 261 | 338  |
| 2019                                                                                      | 13              | 92                 | 324                | 306           | 376    | 294     | 272 | 352  |
| 2020                                                                                      |                 |                    | 364                | 307           | 372    | 282     | 258 | 353  |
| 2021                                                                                      |                 |                    | 415                | 331           | 353    | 286     | 235 | 361  |
| 2022                                                                                      |                 |                    | 320                | 287           | 309    | 295     | 210 | 302  |
| 2023                                                                                      |                 |                    |                    |               | 347    |         |     |      |

## Series rectorum (1966-97 Odense Universitet, siden 1998 Syddansk Universitet)
Rækken af rektorer omfatter disse otte:
| Nr. | Navn                                  | Periode     | Forskningsfelt                     |
| --- | ------------------------------------- | ----------- | ---------------------------------- |
| 1.  | Mogens Holger Brøndsted (1918 – 2006) | 1966 – 71   | professor i nordisk litteratur     |
| 2.  | Franz Bierring                        | 1971 – 74   | professor i anatomi                |
| 3.  | Aage Trommer (1930 – 2015)            | 1974 – 83   | besættelsestidens danmarkshistorie |
| 4.  | Carl Th. Pedersen (1935 – 2020)       | 1983 – 93   | kemiker                            |
| 5.  | Henrik Tvarnø (f. 1955)               | 1993 – 2001 | romerrigets historie               |
| 6.  | Jens Nørgaard Oddershede (f. 1945)    | 2001 – 14   | kvantekemiker                      |
| 7.  | Henrik Øregaard Dam (f. 1968)         | 2014 – 21   | jurist                             |
| 8.  | Jens Ringsmose (f. 1973)              | 2021 –      | militærhistoriker                  |

## Notable ansatte ved Odense Universitet og/eller Syddansk Universitet (uddrag)

### Økonom, jurister og politologer
- jurister: Frederik Waage (statsret), Frederik Harhoff (folkeret), Bent Iversen (formueret)
- Bent Ole Gram Mortensen, Sten Schaumburg-Müller
- politologer: Signe Pihl-Thingvad (institutleder), Mogens N. Pedersen
- Søren Hviid Pedersen (politisk teori), Sten Rynning (international politik)
- Ulrik Kjær (kommunalvalg), Lars Nørby Johansen
- Peter Viggo Jakobsen, Peter Kurrild-Klitgaard

| Historikere - græsk antikhistorie: Signe Isager & græsk-romersk antikhistorie: Jacob Isager - romerriget: Henrik Tvarnø (tidl. rektor), Tønnes Bekker-Nielsen, Jesper Carlsen - middelalderen og især korstog: Kurt Villads Jensen - senmiddelalderen, reformationen og renæssancen: Lars Bisgaard - enevælden: Michael Bregnsbo - 1700-tallet: Ulrik Langen - 1800-tallet: Tom Buk-Swienty - kongehuset: Knud J.V. Jespersen - lokalhistorie: Flemming Just - lokalhistorie og socialhistorie: Martin Rheinheimer - begrebs- samt industri- og erhvervshistorie: Jeppe Nevers - økonomisk historie: Hans Christian Johansen - teknologihistorie og USA's samtid: David E. Nye - første verdenskrig samt europæisk og især britisk samtid: Nils Arne Sørensen - tysk samtid: Therkel Stræde - spansk og latinamerikansk samtid: Anne Magnussen - spansk og polsk samtid: Kay Lundgreen-Nielsen - russisk og sovjetisk samtid samt den kolde krig: Bent Jensen, Erik Kulavig - modernitet og statsministre: Søren Mørch - velfærd: Niels Finn Christiansen, Søren Kolstrup, Jørn Henrik, Klaus Petersen - besættelsen og den kolde krig: Aage Trommer (tidl. rektor) - den kolde krig: Thomas Wegener Friis, Kristine Kjærsgaard - krigen mod terrorisme: Lars Erslev Andersen - migration: Heidi Vad Jønsson | Andre - fysioterapeut Søren Thorgaard Skou - øjenlæge Anne Katrin Sjølie - retsmediciner Jørgen Lange Thomsen - miljømediciner Philippe Grandjean - epidemiolog Kaare Christensen - mikrobiologer: Knud Siboni, Hans Jørn Kolmos - zoolog Morten Meldgaard - psykologer: Ask Elklit, Søren Krogh Andersen - nanooptik Sergey I. Bozhevolnyi - robotforsker Thiusius Rajeeth Savarimuthu - droneforsker Henrik Skov Midtiby - matematiker Keith Devlin - glaciolog Sebastian H. Mernild - fysikere: Ole G. Mouritsen, Steen Rasmussen, Francesco Sannino - kvantekemiker Jens Oddershede (tidl. rektor) - kemikere: Peter Roepstorff, Jesper Wengel, Carl Th. Pedersen, Jan Oskar Jeppesen - filosoffer: Cynthia M. Grund, Erich Klawonn, Jørgen Hass - Søren Harnow Klausen, David Favrholdt - medieforsker Lene Heiselberg - kultursociologer: Mehmet Ümit Necef, Henning Eichberg - lingvist Peder Skyum-Nielsen - litteraturforskere: Jørgen Dines Johansen, Søren Frank, - Anne-Marie Mai, Henning Goldbæk - kønsforsker Charlotte Kroløkke - filologer: Johan de Mylius, Bengt Algot Sørensen, Moritz Schramm - klassisk filolog Minna Skafte Jensen |

## Udvalgte alumner
- Peter Mads Clausen, ingeniør og mangeårig fondsformand for Bitten & Mads Clausens Fond,   årets æresalumne 2022
- Jimmy Maymann, cand. merc. og iværksætter, årets æresalumne 2021
- Puk Damsgård, journalist og udenrigskorrespondent,  årets æresalumne 2020
- Ole Vorm, molekylærbiolog og iværksætter, årets æresalumne 2019
- Esben Østergaard, ingeniør og grundlægger af Universal Robots, årets æresalumne 2019
- Mathilde Kimer, journalist og politisk rapporter
- Niels Frederiksen, cand. oecon. og professionel fodboldtræner i bl.a. Brøndby IF og Esbjerg FB
- Alex Vanopslagh,  B.Sc. i statskundskab, politisk leder for Liberal Alliance
- Gertrud Thisted Højlund, journalist
- Camilla Stampe, journalist og politisk rapporter på TV2
- Hans Redder, journalist og politisk redaktør, TV2
- Lotte Bundsgaard, politiker, MF, minister, lærer og cand.public. (journalist)
- Stephanie Lose, cand.oecon. politiker, tidligere regionsrådsformand og nuværende minister
- Lars Christian Lilleholt, politiker, MF og minister
- Mai Mercado, cand.scient.pol. og politiker, MF og minister
- Rosalinde Mynster, skuespiller

## Syddansk Universitets formidlende tidsskrifter (i udvalg)
- Ny Viden er universitetets officielle magasin.[17]
- Rubicon er historiestudiets eget tidsskrift.[18]
- RUST er de studerendes magasin på Syddansk Universitet.

## Online aktiviteter
Uddannelse og undervisning via Adobe Connect
- På flere campusser har SDU udbudt HD fjernundervisning siden 2005.[20]
- Siden 2012[21] har SDU Odense, Juridisk Institut,[22] udbudt jura på deltid (Bachelor) som fjernstudie[23][24] med fagoversigt på ug.dk[25]

Fysiklektioner
- Siden 2017 har man kunnet se Kvante Karinas videoer;[26] SDU’s virtuelle fysiklærer, Kvante Karina, har vundet Lovie Awards.[27]

Andet
- SDU har en kanal på YouTube.